# Julian Brandt
Julian Brandt (født 2. maj 1996 i Bremen) er en tysk fodboldspiller (kant og offensiv midtbane). Han spiller for Borussia Dortmund i Bundesligaen og det tyske landshold.

## Klubkarriere

### Leverkusen
Efter som ungdomsspiller at have repræsenteret blandt andet VfL Wolfsburg skiftede Brandt i 2014 til Bayer Leverkusen, hvor han blev en del af klubbens seniortrup. Han debuterede for klubben 15. februar samme år i et Bundesliga-opgør mod Schalke 04.
Han blev snart stamspiller på holdet, og i februar 2019 blev han den første Leverkusen-spiller, der blev hædret som månedens bundesligaspiller.

### Dortmund
Efter en succesfuld sæson for Leverkusen, hvori Brandt havde stor andel, blev han interessant for de største klubber, og i maj 2019 underskrev han en kontrakt med Borussia Dortmund, der benyttede sig af en frikøbsklausul i hans kontrakt med Leverkusen. Han skiftede dermed i sommerpausen 2019.

## Landshold
Brandt har repræsenteret Tyskland på adskillige af ungdomslandsholdene. Han fik debut for det A-landsholdet 29. maj 2016 i en venskabskamp mod Slovakiet, og han var med på det tyske OL-landshold ved OL 2016 i Rio de Janeiro. Her blev Tyskland nummer to i sin indledende pulje efter to uafgjorte kampe og en 10-0-sejr over Fiji. I kvartfinalen blev det til 4-0 over Portugal og i semifinalen 2-0 over Nigeria. I finalen mødte tyskerne hjemmeholdet fra Brasilien, og her måtte man ud i straffesparkskonkurrencen for at få afgjort kampen. Brasilien vandt denne med 5-4 og fik dermed guld, mens Tyskland fik sølv, og Nigeria vandt kampen om bronze.
Han var en del af det tyske hold, der vandt guld ved Confederations Cup 2017 og deltog også ved VM 2018 i Rusland. Han har pr. april 2023 spillet 39 landskampe og scoret tre mål.